# Шахутоглу, Тугче
Тугче Шахутоглу (род. 1 мая 1988, Мерсин) — турецкая метательница молота. Она была членом клуба «Бешикташ», затем перешла в «Фенербахче», после чего её тренером стал Музаффер Толун. Учится в профессиональном колледже при университете Аксарай.

## Биография
Метанием молота начала заниматься в возрасте 12 лет по инициативе учителя физкультуры. Установила несколько национальных рекордов в различных весовых категориях. В мае 2012 года Шахутоглу побила свой личный рекорд установленный в 2011 году, который составлял 70,09 м, метнув молот на дистанцию в 74,17 метров, она также побила национальный рекорд, установленный в мае Светланой Торун, которая в июле 2008 года метнула молот на 70,74 м.
Принимала участие в летних Олимпийских играх 2012 года в Лондоне, но не смогла пройти в финал, став 24 в квалификационном раунде.
В мае 2013 года проба Шахутоглу дала положительный результат на наличие в крови спортсменки анаболического стероида станозолола, после чего она на 2 года была отстранена от соревнований. Бан Шахутоглу истёк 7 июня 2015 года.
В 2016 году Шахутоглу принимала участие в летних Олимпийских играх 2016 года в Рио-де-Жанейро, но не смогла пройти в финал, став 10 в квалификационном раунде.